# Семейство Фаины
Семейство Фаины — небольшое семейство астероидов, расположенное в главном поясе. Семейство названо в честь первого астероида, классифицированного в эту группу — (751) Фаина.

## Крупнейшие астероиды этого семейства
| Имя         | Диаметр  | Большая полуось | Наклонение орбиты | Эксцентриситет орбиты | Год открытия |
| ----------- | -------- | --------------- | ----------------- | --------------------- | ------------ |
| (751) Фаина | 110,5 км | 2,550 а. е.     | 15,615 °          | 0,153                 | 1913         |